# Steppenhügel im Havelland
Steppenhügel im Havelland este o arie protejată (arie specială de conservare — SAC, sit de importanță comunitară — SCI) din Germania întinsă pe o suprafață de 25,01 ha, integral pe uscat.

## Localizare
Centrul sitului Steppenhügel im Havelland este situat la coordonatele 52°29′49″N 12°47′32″E / 52.4969°N 12.7922°E.

## Înființare
Situl Steppenhügel im Havelland a fost declarat sit de importanță comunitară în martie 2004.

## Biodiversitate
Situată în ecoregiunea continentală, aria protejată conține 2 habitate naturale: Pajiști calcaroase din nisipuri xerice, Pajiști stepice subpanonice.
La baza desemnării sitului se află un număr nedeclarat de specii protejate.
Pe lângă speciile protejate, pe teritoriul sitului au mai fost identificate 12 specii de plante.